# Associazione Sportiva Fanfulla 1946-1947
Questa voce raccoglie le informazioni riguardanti  l’Associazione Sportiva Fanfulla nelle competizioni ufficiali della stagione 1946-1947.

## Rosa
| N. |                   | Ruolo | Calciatore         |
| -- | ----------------- | ----- | ------------------ |
|    | Italia (bandiera) | D     | Mario Acerbi       |
|    | Italia (bandiera) | A     | Luciano Agosti     |
|    | Italia (bandiera) | C     | Giovanni Antorri   |
|    | Italia (bandiera) | A     | Edos Barbini       |
|    | Italia (bandiera) | A     | Mario Begni        |
|    | Italia (bandiera) | A     | Natale Dalcerri    |
|    | Italia (bandiera) | A     | Tarcisio Galbiati  |
|    | Italia (bandiera) | A     | Giacinto Goldaniga |
|    | Italia (bandiera) | A     | Elvezio Granata    |
|    | Italia (bandiera) | A     | Giovanni Grecchi   |
|    | Italia (bandiera) | A     | Antonio Innocenti  |
|    | Italia (bandiera) | C     | Carlo Kaffenigg    |

| N. |                   | Ruolo | Calciatore             |
| -- | ----------------- | ----- | ---------------------- |
|    | Italia (bandiera) | P     | Angelo Mariani         |
|    | Italia (bandiera) | C     | Bruno Orzan            |
|    | Italia (bandiera) | A     | Giuseppe Rota          |
|    | Italia (bandiera) | C     | M. Sabbioni            |
|    | Italia (bandiera) | A     | Aldo Sacco             |
|    | Italia (bandiera) | P     | Gianbattista Servidati |
|    | Italia (bandiera) | C     | Luigi Sichel           |
|    | Italia (bandiera) | D     | Erminio Teruzzi        |
|    | Italia (bandiera) | C     | Mario Trezzi           |
|    | Italia (bandiera) | C     | Carlo Villa            |
|    | Italia (bandiera) | P     | Ermanno Villani        |
|    | Italia (bandiera) | D     | Bruno Zucchelli        |